# Adam Bielecki (politik)
Adam Bielecki (18. prosince 1811 Górzanka – 18. dubna 1859 Praha nebo Rymanów) byl rakouský římskokatolický duchovní a politik polské národnosti z Haliče, během revolučního roku 1848 poslanec Říšského sněmu.

## Biografie
Roku 1834 ho na kněze vysvětil biskup Michał Korczyński, jenž ho ustanovil prefektem duchovního semináře v Přemyšli. V roce 1835 absolvoval vyšší teologická studia ve Vídni. V lednu 1836 byl pověřen výukou kanonického práva v přemyšlském semináři. Šířil myšlenky polského vlastenectví a byl proto po půl roce z této funkce odvolán. Působil pak jako duchovní na různých venkovských farnostech (Stobierna, od roku 1839 Borek Stary, od roku 1840 Chłopice). V dubnu 1841 nastoupil jako probošt do Haczówa. Po třech měsících ale byl odhalen jako člen tajného polského spolku Sprzysiężenie Demokratów Polskich a byl následně zatčen a deportován do Lvova, kde strávil čtyři roky ve vězení. V roce 1844 byl odsouzen k smrti, ale počátkem roku 1845 ho císař omilostnil. Ztratil ovšem možnost vést farnost a život trávil pod dozorem v klášteře. Volnost získal až v únoru 1848. Roku 1849 se uvádí jako Adam Bielecki, farář v Rymanówě.
Během revolučního roku 1848 se zapojil do veřejného dění. Účastnil se Slovanského sjezdu v Praze. Ve volbách roku 1848 byl zvolen i na ústavodárný Říšský sněm. Zastupoval volební obvod Rymanów. Tehdy se uváděl coby římskokatolický farář. Náležel ke sněmovní pravici.
V parlamentu s ním zasedal i biskup Franciszek Ksawery Wierzchlejski. Seznámili se a Wierzchlejski mu nabídl místo probošta v Rymanówě, které Bielecki přijal a vykonával po zbytek svého života.